# Sentier de grande randonnée 42
Le sentier de grande randonnée 42 (GR 42) relie Saint-Étienne au Grau-du-Roi. Il traverse les départements de la Loire (d'ailleurs numéroté aussi 42 dans la nomenclature officielle des départements français), de l'Ardèche, du Gard, avec une incursion dans les Bouches-du-Rhône.
Créé dans les années 1970 il reliait initialement Saint-Étienne à Avignon puis Saint-Gilles-du Gard. Entre 2012 et 2016 il a été réhabilité et rallongé de manière à rejoindre la mer au phare de Grau-du-Roi. Son trajet a été modifié par endroits, surtout en Ardèche, pour rejoindre des gares SNCF et permettre aux randonneurs de ne faire que certains tronçons.
Le trajet total est de 452 km faisable en 5 semaines ou 23 jours de marche.

## Les cinq étapes
- Première étape : de Saint-Étienne (Loire) à Tournon-sur-Rhône (Ardèche), par le Pilat et le Haut-Vivarais.
- Deuxième étape : de Tournon-sur-Rhône (Ardèche) à Cruas (Ardèche) par les balcons du Rhône.
- Troisième étape : de Cruas (Ardèche) à Bagnols-sur-Cèze (Gard) par les balcons et la plaine
- Quatrième étape : de Bagnols-sur-Cèze (Gard) à Arles (Bouches-du-Rhône) par la vallée du Rhône; à Arles il croise le GR 653, Via Tolosana, un des chemins de Saint-Jacques-de-Compostelle.
- Cinquième étape : d'Arles (Bouches-du-Rhône) au Grau-du-Roi (Gard) par la Camargue.